# Гимилькон
Гимилькон (лат. Himilco, др.-греч. Ἱμίλκων) — карфагенский мореплаватель VI или V века до н. э., вероятный современник Ганнона, предпринимавший дальние и продолжительные путешествия вдоль берегов Африки, Испании и Галлии.
Первым посетил Северный океан и указал путь к Британским островам. Гимилькон (возможно, чтобы отбить у конкурентов охоту к дальним плаваниям) сообщал о том, что путь к северным морям преграждают гигантские водоросли и жуткие чудовища.
Крайне скудные сведения о его путешествиях сохранились в «Естественной истории» и в поэтическом переложении перипла Гимилькона, выполненном Авиеном.